# 史坦德專業大學

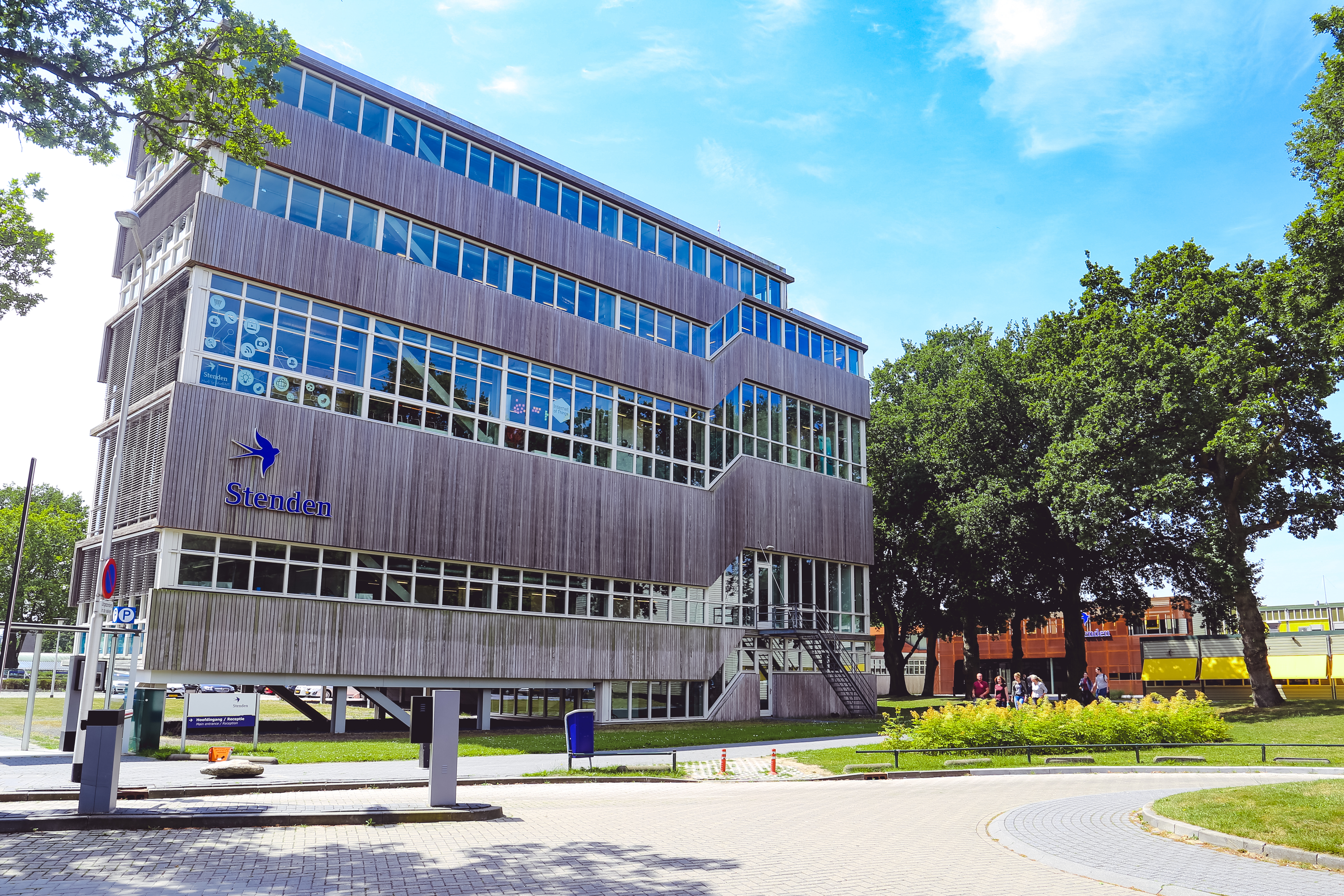

史坦德專業大學（荷蘭語：Stenden hogeschool／英語：Stenden University）是荷蘭以高等職業能力為重的國立大學；學生總數有10,000人，職員有800人；學科上，以飯店管理、餐飲設計、商學和零售業等第三產業的應用科學為教學長項。海外分校有4所，分別設於印尼峇里島、泰國曼谷、南非艾爾弗雷德港、卡達杜哈。

## 沿革
- 2008年，史坦德專業大學為「北荷蘭基督專業大學」（Christelijke Hogeschool Noord-Nederland）與「德倫特專業大學」（Hogeschool Drenthe）合併後所成立。

## 學位

### 學士學位
- 觀光管理
- 媒體暨娛樂管理
- 辦公室管理
- 國際飯店管理（含校內飯店實習課程）
- 休閒管理
- 小型企業暨零售管理
- 國際商務暨管理學
- 資訊和通訊技術

### 碩士學位
- 國際休閒暨觀光學
- 國際服務業管理
- 國際飯店管理
- 零售策略

## 外部連結
- Stenden University（英文）